# Улица Леваневского (Мелитополь)
У́лица Леване́вского (укр. Вулиця Леваневського) — улица в Мелитополе, на Песчаном. Начинается от круга на проспекте Богдана Хмельницкого, пересекает улицу Ивана Алексеева и оканчивается, соединяясь с улицей Истомина. От проспекта Богдана Хмельницкого до улицы Ивана Алексеева по улице Леваневского проходит автомагистраль М-14.
Улица названа в честь полярного лётчика Сигизмунда Александровича Леваневского (1902—1937), одного из первых Героев Советского Союза. Первое известное упоминание улицы под этим названием относится к 20 декабря 1946 года.
По улице проходят автобусные маршруты № 1А, 6, 6А, 24А, 31.